# Obrubce
Obrubce település Csehországban, a Mladá Boleslav-i járásban. Obrubce Dolní Bousov, Dlouhá Lhota, Kněžmost, Sukorady, Obruby és Husí Lhota településekkel határos. Lakosainak száma 239 fő (2024. január 1.).

## Népesség
A település lakosságának változását az alábbi diagram mutatja:
| Lakosok száma | 455  | 448  | 380  | 282  | 263  | 181  | 206  | 208  | 233  | 239  |
|               | 1869 | 1890 | 1921 | 1950 | 1980 | 2001 | 2017 | 2019 | 2022 | 2024 |